# Brolemanneuma furcatum
Brolemanneuma furcatum är en mångfotingart som beskrevs av Ribaut 1913. Brolemanneuma furcatum ingår i släktet Brolemanneuma och familjen knöldubbelfotingar. Inga underarter finns listade i Catalogue of Life.